# Mosto cotto
Il mosto cotto è uno dei prodotti agroalimentari tradizionali italiani riconosciuto su proposta della regione Abruzzo dal Ministero delle politiche agricole alimentari e forestali..

## Produzione
Si produce pigiando uva ben matura, con qualità zuccherina superiore a quella richiesta per la vinificazione ordinaria (23-25% di zuccheri), filtrandone successivamente il succo ottenuto. Il succo veniva tradizionalmente cotto in paioli di rame o pignatte di terracotta; materiali ora generalmente sostituiti dall'acciaio inox. Dopo il raggiungimento del bollore, la cottura viene continuata a fuoco lento per varie ore, fino alla restrizione del liquido alla quarta parte del suo volume originario. Il prodotto viene poi affinato da invecchiamento che può durare fino a 24 mesi.
Si presenta come un liquido violaceo di densità e viscosità simile a quella dell'olio d'oliva, dal sapore particolarmente dolce. La produzione di mosto cotto è attualmente regolata dall'articolo 12 della legge 12 dicembre 2016, n. 238 ("Disciplina organica della coltivazione della vite e della produzione e del commercio del vino"), che costituisce il cosiddetto "testo unico della vite e del vino".